# مسرع خطي

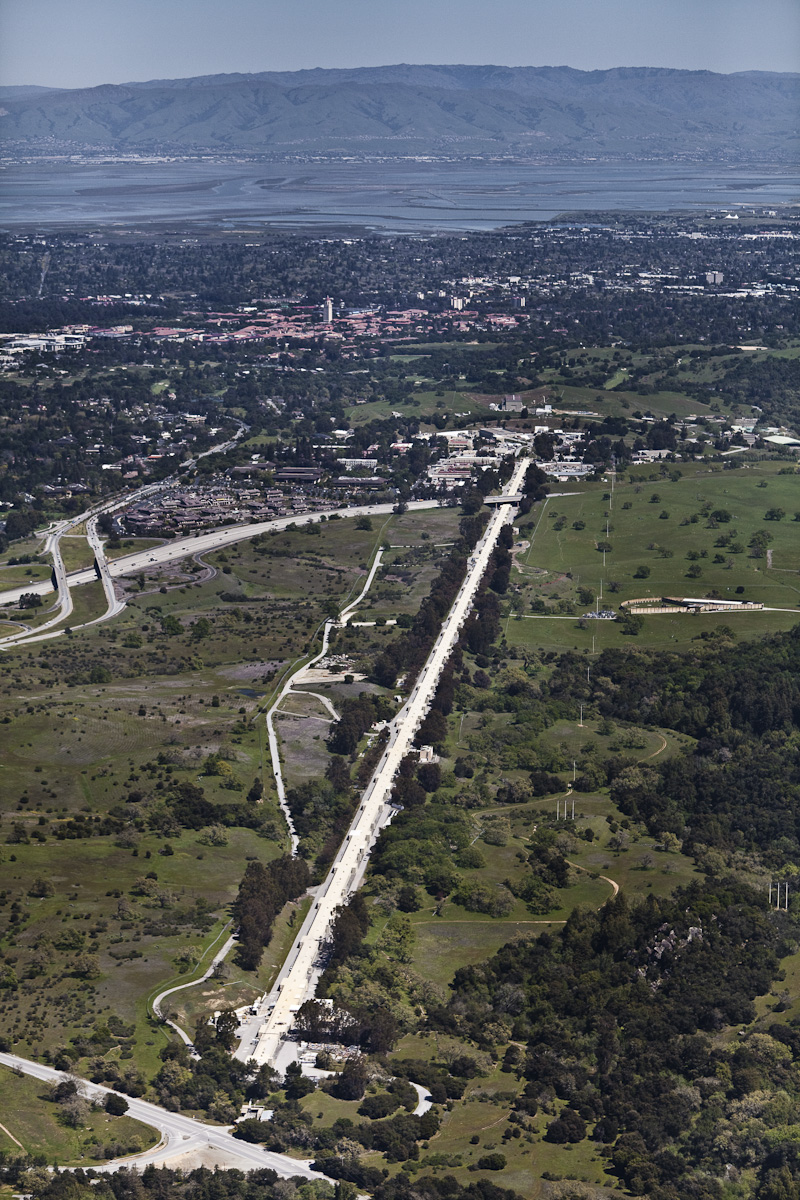
أطول مسرع خطي في العالم (بطول 3 كيلومتر) ويوجد في مركز المعجل الخطي ستانفورد SLAC.

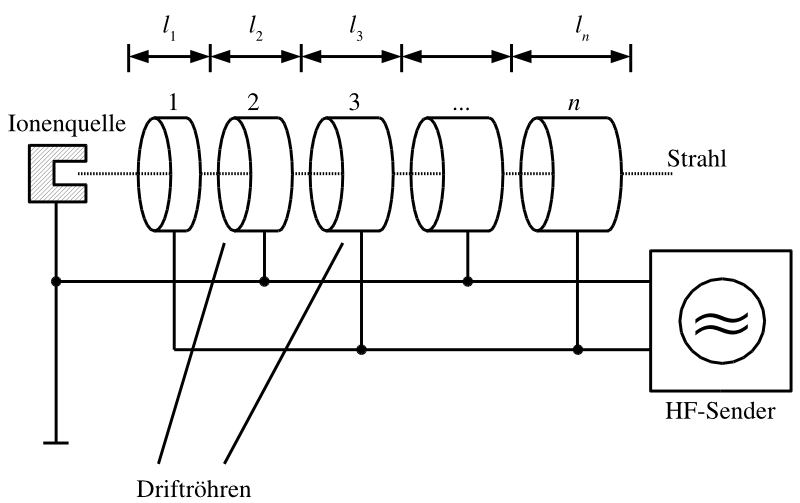
شكل توضيحي لبناء المسرع الخطي ، حيث ينجدب الجسيم المشحون إلى قطب إلى آخر على التوالي فتزداد سرعة الجسيم (من اليسار إلى اليمين).

المسرّع الخطي يدعى هذا المسرع باسم ليناك Linac وفيه يتم تعجيل الجسيمات المشحونة مثل الإلكترونات أو البروتونات على مراحل بواسطة فرق جهد متردد كما في السينكلترون، ولكن الفرق أن مسار الجسيمات المشحونة يكون هنا في خط مستقيم حيث لا نحتاج إلى المغناطيس الباهظ التكلفة والذي به نستطيع تسريع الجسيمات في مدار دائري محدود القطر.
يتكون المسرع الخطي كما في الشكل التوضيحي التالي من سلسلة من عدة إلكترودات ذات شكل أسطواني، ترتبط ببعضها البعض بواسطة مصدر جهد متردد.
تكتسب الجسيمات المسرعة طاقتها خلال أنجذابها المتتالي للإلكترودات نتيجة لفرق الجهد المطبق عليها. وفي داخل الإسطوانة تندفع الجسيمات تحت تأثير قوة الجذب الإلكتروستاتيكي خلال فترة من الزمن تساوي نصف الزمن الدوري لفرق الجهد المتردد، إلى حين أن تتغير قطبية الأسطوانة التي تليها.
وتعتمد فكرة عمل المسرع الخطي على التزامن بين السرعة التي يكتسبها الجسيم المشحون بين الأسطوانات مع المجال الكهربي المتردد المسلط على الاسطوانات. ولضبط هذا التزامن يصمم طول الاسطوانة بناء على سرعة الجسيمات المسرعة بعد كل مرحلة، فإذا كان نصف الزمن الدوري للجهد المطبق هو t/2 فإن طول الاسطوانة رقم n يعطى بالمعادلة:
Ln = vnt/2
وطاقة الحركة المكتسبة بعد مرورها من الاسطوانة رقم n يعطى بالعلاقة:
1/2 mvn2 = neVo
وعند خروج الجسيمات المسرعة من الأسطوانة تتعرض إلى مجال كهربي.
مثال على المسرع الخطي هو المسرع الموجود في جامعة ستانفورد في الولايات المتحدة الأمريكية، الذي أنشئ عام 1967 بغرض إجراء أبحاث فيزياء الطاقة العالية. وهذا المسرع يعطي الإلكترونات المسرعة طاقة تصل إلى 1,2 جيجا إلكترون فولت (أي 1,2 مليار إلكترون فولت). وقد أجريت تجارب بواسطة هذا المسرع لدراسة تشتت الالكترونات العالية السرعة لتحديد نصف قطر نواة الذرة.
هو نوع من المسرعات التي تعمل على تسريع الجسيمات الذرية ودونها والتي تعني إخضاع الجسيمات المشحونة إلى عدد من الحركات المدروسة التي لها أهداف معينة واخترعت هذه الطريقة على يد ليو سزلارد عام 1928 ميلادي. وتم تطوير الجهاز بعده علي يد رولف ايدرو،
و هي تعمل على توليد الأشعة السينية عالية الطاقة وتستخدم في أغراض طبية علاجية، وتستخدم لتسريع جسيمات صغيرة مثل ( الالكترونات والبُزترونات )وربما تسخدم في تجارب الفيزيائية النووية.

تمر الشحنات الموجبة (أحمر) من الثقوب بين أسطوانات التسريع بحيث يتم التسريع إلى الأمام. وتمثل الأسهم الحمراء اتجاه المجال الكهربائي الذي تتبعه الشحنات.

مخطط الجهاز ويبين توالي تغير شحنات الأقطاب بواسطة جهد كهربائي متردد.

يتألف الجهاز من مصدر للجسيمات ويختلف المصدر باختلاف الجسيمات المراد تسريعها ووحدة مصدر للجهد العالي، غرفة جوفاء تحوي الأنابيب المفرغة ويختلف وسيختلف طول الغرفة باختلاف الغرض من المسرع إلا أنه في الأغراض الطبية غالباً ما يتراوح الطول بين 0.7 متر وحتى 1.5 متر. أما في الأغراض النووية فقد يصل إلى عشرات الأمتار
ويوجد داخل هذه الغرفة أقطاب اسطوانية معزولة كهربائياً مختلفة الأطوال على طول الغرفة، يتم التحكم بطول هذه الأسطوانات من خلال الطاقة الدافعة، وفي كل اسطوانة تزداد الطاقة المطبقة وبالتالي يجب أن يزداد الطول، كما يجب أن نلفت الانتباه أن الطاقة المطبقة تختلف مع اختلاف الجسم فمثلا تختلف ما بين إلكترون وبروتون.
وقد نحتاج إلى مصدر طاقة ذات ترددات راديوية، أو أكثر وفي المسرعات ذوات الطاقة العالية نحتاج إلى مصدر طاقة لكل اسطوانة وذلك للحصول على أكبر طاقة ممكنة،
و يوجد مبردات بالرش المائي على التنغستن في حالة استخدام الجهاز في مجال توليد الأشعة السينية أمَّا في حال استخدامه لغير أغراض فيوجد مبردات بطرق مختلفة،

## طريقة العمل في المجال الطبي
عند تطبيق فرق جهد على مولد الجسيمات فإن الذرات تثار وتصدر هذه الالكترونات وتتخذ مسارها في الأنابيب وذلك بسبب الشحنات المطبقة على الاسطوانات، وعند مرورها تكتسب طاقة تظهر على شكل سرعات عالية جداً، حتى تقترب هذه السرعات من سرعة الضوء حيث يتحول جزء من هذه الطاقة إلى زيادة في الكتلة للإلكترون، ويكون مسار هذه الالكترونات ضيق وذلك لضمان المسار والهدف وعندما تصل هذه الجسيمات إلى نهاية المسار تصطدم بمصعد تنغستين وعندما ترتد تنتج أشعة سينية موجهة نحو المريض، ونقوم بتبريد المصعد باستخدام الماء أو أشياء أخرى ذات نفس الهدف.

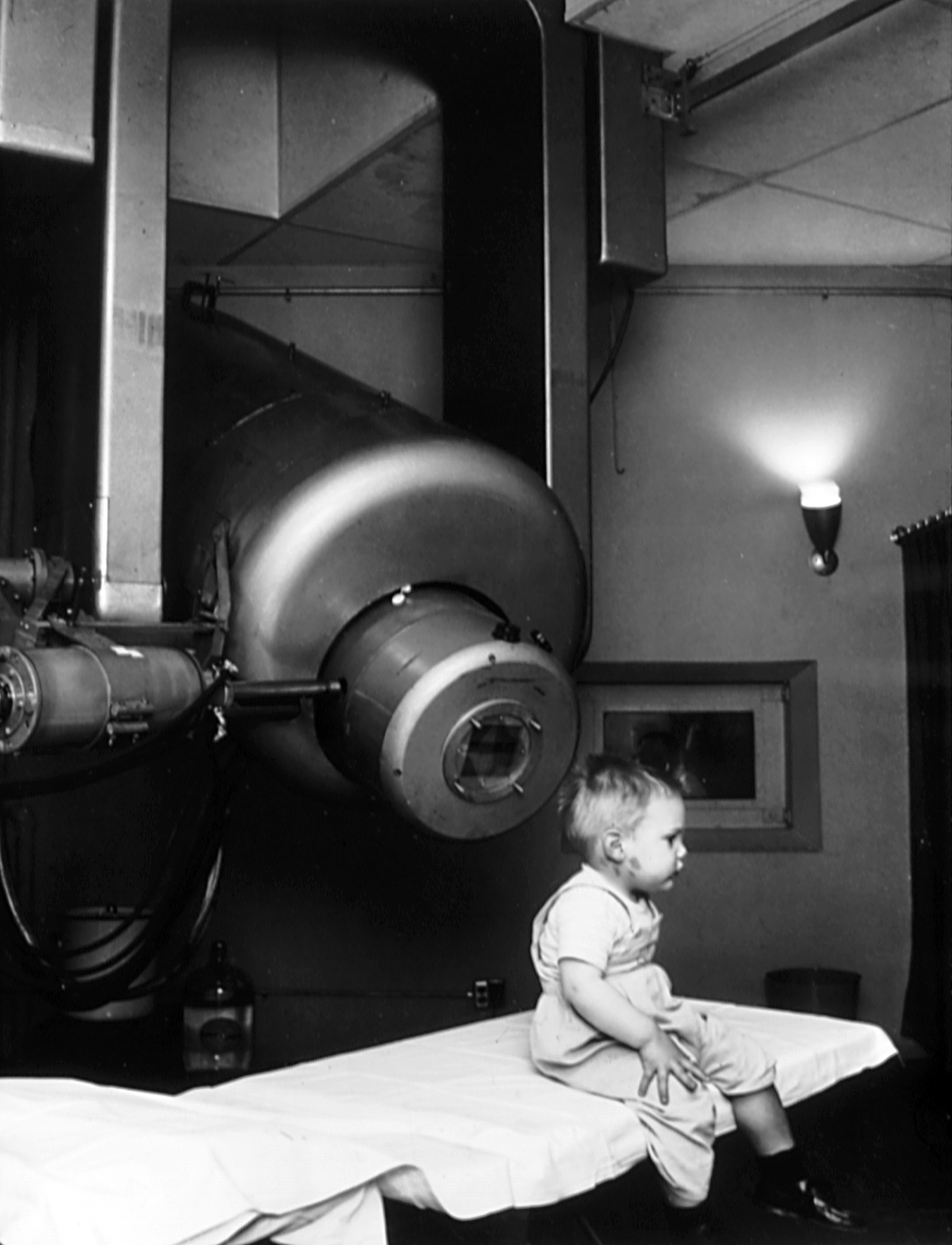
جهاز العلاج من السرطان "نموذج قديم"

## استخدامات الجهاز
استخدمت هذه التقنية لعلاج السرطان وقتل الخلايا السرطانية وذلك في عام 1953 في لندن، وفي عام 1955 في الولايات المتحدة.
الجهاز يستخدم المعدن المشع ”التكتينيوم“ في الجزء المولد للجسيمات وذلك لأن الحصول عليه أسهل من الحصول على المعدن المستخدم سابقاً وهو اليورانيوم 235 المخصب.
في مجال العلاج الإشعاعي يمكن للمسرعات الخطية أن تبعث أنواعاً مختلفة من الجسيمات اعتماداً على الغرض من العلاج وقدرة الآلة: الجسيم الأكثر استخداماً هو الفوتون (أو الأشعة السينية) لتغطية معظم العلاجات، ولكن الإلكترونات تُستخدم عادةً أيضًا في المعالجات السطحية أو البروتونات لترسيب الجرعة الموضعية جدًا.